# Championnat des Comores de football 2017
Navigation
Saison précédente Saison suivante
La saison 2017 du championnat des Comores de football est la trente-troisième édition de la première division comorienne. Après une phase régionale se déroulant de février à octobre 2017, les champions de première division des trois îles des Comores (Anjouan, Grande Comore et Mohéli) s'affrontent dans une triangulaire en matchs aller et retour au sein d'une poule unique.
C’est le représentant de l’île de Grande Comore, le Ngaya Club, tenant du titre, qui est à nouveau sacré cette saison après avoir terminé en tête du tournoi triangulaire. Il s’agit du second titre de champion des Comores de l’histoire du club.

## Phase régionale
La phase régionale se déroulant de février à octobre 2017. Le classement est établi sur le barème de points classique (victoire à 3 points, match nul à 1, défaite à 0).
| Rang | Équipe                     | Pts | J  | G  | N | P  | Bp | Bc | Diff |
| ---- | -------------------------- | --- | -- | -- | - | -- | -- | -- | ---- |
| 1    | Étoile d'or                | 38  | 18 | 11 | 5 | 2  | 36 | 19 | +17  |
| 2    | Ngazi Sport'P'C            | 32  | 18 | 9  | 5 | 4  | 37 | 19 | +18  |
| 3    | Steal Nouvel de SimaT      | 29  | 18 | 7  | 8 | 3  | 28 | 20 | +8   |
| 4    | FC Ouani                   | 26  | 18 | 6  | 8 | 4  | 29 | 21 | +8   |
| 5    | Komorozine de Domoni       | 25  | 18 | 6  | 7 | 5  | 19 | 20 | -1   |
| 6    | Onze Fusées                | 23  | 18 | 6  | 5 | 7  | 26 | 28 | -2   |
| 7    | Atlético MutsamuduP        | 22  | 18 | 5  | 7 | 6  | 23 | 29 | -6   |
| 8    | AS Patsy                   | 20  | 18 | 5  | 5 | 8  | 21 | 31 | -10  |
| 9    | Nouvelle Vague PaguéP      | 14  | 18 | 3  | 5 | 10 | 18 | 30 | -12  |
| 10   | Chirazienne Football ClubP | 12  | 18 | 3  | 3 | 12 | 11 | 31 | -20  |

| Rang | Équipe                 | Pts | J  | G  | N | P | Bp | Bc | Diff |
| ---- | ---------------------- | --- | -- | -- | - | - | -- | -- | ---- |
| 1    | Belle Lumière Djoiezi  | 33  | 14 | 10 | 3 | 1 | 43 | 14 | +29  |
| 2    | Fomboni Football ClubT | 30  | 14 | 9  | 3 | 2 | 55 | 12 | +43  |
| 3    | Mbatsé FC              | 22  | 14 | 6  | 4 | 4 | 24 | 16 | +8   |
| 4    | Wemani EspoirP         | 19  | 14 | 6  | 1 | 7 | 20 | 22 | -2   |
| 5    | Nouvel Espoir Wanani   | 16  | 14 | 5  | 1 | 8 | 18 | 28 | -10  |
| 6    | Galaxie Ndrodoni       | 15  | 14 | 4  | 3 | 7 | 25 | 42 | -17  |
| 7    | Ouragan Club           | 14  | 14 | 4  | 2 | 8 | 13 | 26 | -13  |
| 8    | FCM2 NioumachoiP       | 9   | 14 | 2  | 3 | 9 | 9  | 47 | -38  |

| Rang | Équipe                      | Pts | J  | G  | N  | P  | Bp | Bc | Diff |
| ---- | --------------------------- | --- | -- | -- | -- | -- | -- | -- | ---- |
| 1    | Volcan Club -10             | 33  | 22 | 13 | 4  | 5  | 34 | 17 | +17  |
| 2    | US Zilimadjou -10           | 33  | 22 | 12 | 7  | 3  | 25 | 23 | +2   |
| 3    | Ngaya ClubT                 | 31  | 22 | 7  | 10 | 5  | 30 | 30 | 0    |
| 4    | Enfants des Comores -2      | 30  | 22 | 8  | 8  | 6  | 26 | 23 | +3   |
| 5    | Élan Club de Mitsoudjé -10  | 29  | 22 | 10 | 9  | 3  | 34 | 21 | +13  |
| 6    | Asceji IvembeniP            | 28  | 22 | 8  | 4  | 10 | 31 | 30 | +1   |
| 7    | Etoile du SudP              | 27  | 22 | 7  | 6  | 9  | 22 | 29 | -7   |
| 8    | JAC de Mitsoudjié -10       | 26  | 22 | 10 | 6  | 6  | 31 | 20 | +11  |
| 9    | Apache Club de MitsamiouliP | 25  | 22 | 6  | 7  | 9  | 22 | 27 | -5   |
| 10   | Coin Nord de Mitsamiouli    | 19  | 22 | 4  | 7  | 11 | 21 | 28 | -7   |
| 11   | Alizé Fort                  | 17  | 22 | 5  | 2  | 15 | 15 | 37 | -22  |
| 12   | FC HantsindziP              | 13  | 22 | 3  | 4  | 15 | 21 | 53 | -32  |

| Légende : Qualifications et relégations | Légende : Qualifications et relégations                                                    |
| --------------------------------------- | ------------------------------------------------------------------------------------------ |
|                                         | Qualification pour la phase nationale                                                      |
|                                         | Qualification pour la Coupe de la confédération 2018                                       |
|                                         | Relégation en deuxième division                                                            |
|                                         | T : Tenant du titre C : Vainqueur de la Coupe des Comores P : Promu de division inférieure |

- La 22e journée du championnat de Grande Comore est le théâtre d'événements particuliers. En effet, à deux journées du terme, la fédération comorienne décide de changer les règles de départage en cas d'égalité et de remplacer la différence de buts particulière par la différence de buts globale. A égalité avant la dernière journée, Volcan Club et l'US Zilimadjou remportent chacun leur match par plus de 18 buts d'écart, entraînant un soupçon de matchs arrangés avec leurs adversaires (Élan Club de Mitsoudjé et JAC de Mitsoudjié). Les quatre formations reçoivent une pénalité de 10 points et ne peuvent se qualifier pour la phase nationale.

## Phase nationale

### Les équipes participantes
- Étoile d'or Mirontsy - Champion d'Anjouan
- Ngaya Club - Champion de Grande Comore
- Belle Lumière Djoiezi - Champion de Mohéli

### Les matchs
| Rang | Équipe                | Pts | J | G | N | P | Bp | Bc | Diff |  | Résultats (▼ dom., ► ext.) | Nga | BLu | Eto |
| ---- | --------------------- | --- | - | - | - | - | -- | -- | ---- |  | -------------------------- | --- | --- | --- |
| 1    | Ngaya Club            | 9   | 4 | 3 | 0 | 1 | 8  | 5  | +3   |  | Ngaya Club                 |     | 1-3 | 2-0 |
| 2    | Belle Lumière Djoiezi | 4   | 4 | 1 | 1 | 2 | 5  | 6  | -1   |  | Belle Lumière Djoiezi      | 1-3 |     | 0-0 |
| 3    | Étoile d'or Mirontsy  | 4   | 4 | 1 | 1 | 2 | 3  | 5  | -2   |  | Étoile d'or Mirontsy       | 1-2 | 2-1 |     |

## Bilan de la saison
| Championnat des Comores de football 2017 |                       |
| Champion                                 | Ngaya Club (2e titre) |
| Coupes et trophées                       |                       |
| Vainqueur de la Coupe des Comores 2017   | Ngazi Sport           |
| Qualifications continentales             |                       |
| Ligue des champions de la CAF 2018       | Ngaya Club            |
| Coupe de la confédération 2018           | Ngazi Sport           |